# Cadlina japonica
Espèce
Cadlina japonica est une espèce de mollusques de l'ordre des nudibranches et de la famille des Cadlinidae.

## Description
Cadlina japonica est un mollusque gastéropode marin sans coquille. D'une longueur pouvant atteindre de 70 mm, ce nudibranche doridien possède un manteau grisâtre translucide de forme convexe, parsemé de taches brunes plus ou moins étendues et ponctué d'excroissances blanches translucides. Sa tête est dotée de deux rhinophores bruns à bout jaune, et, près de sa queue, ses branchies, généralement au nombre de six et dont l'ouverture est ornée par un liséré jaune, composent un panache de couleur blanche. Son manteau et son pied présentent des bords ourlés de couleur jaune pâle.

## Distribution
La limace de mer Cadlina japonica se rencontre dans le long de la côte du Japon et de Corée du Sud.

## Découverte
Un spéciment de Cadlina japonica est capturé en baie de Sagami, au sud de la préfecture de Kanagawa (Japon), puis décrit pour la première fois, en 1937, par le malacologue japonais Kikutarō Baba.